# Leucania adusta
Leucania adusta là một loài bướm đêm trong họ Noctuidae.